# فتوچینی
فتوچینی (به ایتالیایی: Fettuccine به معنای روبان‌های کوچک) نوعی پاستای ایتالیایی است که مردم رم بیشتر به خوردن آن علاقه‌مند هستند. این پاستا به شکل نوارهای صاف و ضخیمی است که آن را به صورت تازه (چه در خانه و چه در کارخانه) از ترکیب آرد و تخم‌مرغ درست کرده و معمولاً همراه با راگوی گوشت و راگوی مرغ میل می‌کنند. برای تهیهٔ فتوچینی اسفناج نیز در ترکیب آن به جای آرد معمولی از آرد اسفناج همراه با تخم مرغ استفاده می‌شود.
همچنین در بُعد بین‌المللی، فتوچینی آلفردو یکی از غذاهای پرطرفدار در آمریکای شمالی به‌شمار می‌رود.